# Junwangi
Junwangi is een bestuurslaag in het regentschap Sidoarjo van de provincie Oost-Java, Indonesië. Junwangi telt 4301 inwoners (volkstelling 2010).